# Bernhard Meuser (Publizist)
Bernhard Meuser (* 30. Dezember 1953) ist ein römisch-katholischer Publizist und Verleger, der in Augsburg lebt.

## Leben
Meuser war bis 2011 Leiter des Pattloch Verlags und im Anschluss von Juli 2011 bis August 2013 Geschäftsführer beim Sankt Ulrich Verlag.
Er ist mit zahlreichen Veröffentlichungen zu Spiritualität und gelebtem Christentum hervorgetreten, die sich besonders an jüngere Leser richten. Dabei vermeidet er theologische Fachsprache und die Fixierung auf binnenkirchliche Probleme und betont die Übereinstimmung mit dem kirchlichen Lehramt.
Zu seinen Hauptanliegen gehört die Neuevangelisierung, die er mit der 2011 von ihm initiierten deutschen Ausgabe des katholischen Jugendkatechismus YouCat, dem von ihm seit Mai 2012 geleiteten YouCat-Zentrum in Augsburg und daran anschließenden publizistischen Projekten vorantreiben will. Meuser plädiert für ein engeres Miteinander von Katholiken und Evangelikalen und eine Revitalisierung des christlichen Missionsgedankens. Zusammen mit Johannes Hartl und Karl Wallner veröffentlichte er 2018 das so genannte Mission Manifest, das diese Aufbruchsbewegung weiter anstoßen und verbreitern sollte.
Bernhard Meuser zeichnet redaktionell verantwortlich für die „Initiative Neuer Anfang“, eine seit 2021 bestehende „freie Initiative, worin Christen, die Anthropologie, Ethik, Philosophie, Theologie und Publizistik lieben, ein neues Gespräch eröffnen“.
Zum Ende des Jahres 2023 beschloss er seine Tätigkeit bei der YOUCAT Foundation.

## Beschwerde beim Presserat gegen Meuser
In einer Kritik an dem Freiburger Theologen Magnus Striet schrieb Meuser am 9. Dezember 2022: „Für den Autor [= Striet] unseres Buches ist die sakramental-hierarchisch verfasste Kirche so ungefähr das, was für Eichmann der Führer war: eine absolutistische Instanz, die (von nichts außer ihrer faktischen Macht legitimiert) ihre Souveränität sichert, indem sie Befehle erteilt und damit eine Welt subalterner, subjektloser Subjekte hervorbringt.“. Dagegen legte der Berliner Theologe Georg Essen Beschwerde beim Deutschen Presserat ein, weil er durch diese Veröffentlichung die im Pressekodex verankerten Richtlinien zum Schutz der Menschenwürde sowie der Ehre einer Person gravierend verletzt sehe: „Diese Passage, in der Magnus Striet unmittelbar mit Eichmann verglichen wird, ist beleidigend, von übler Nachrede und, wenn man bedenkt, wer Eichmann war, verletzt in schwerer Weise das schützenswerte Gut der Ehre.“. Bei allen berechtigten Konflikten in der Kirche gebe es Grenzen, die im Umgang miteinander nicht derart verletzt werden dürften.
Der Deutsche Presserat folgte der Einschätzung Georg Essens nicht und lehnte die Beschwerde ab.

## Kirchenpolitische Positionen
Bernhard Meuser äußert sich regelmäßig kritisch zu bestimmten Reformvorhaben innerhalb der katholischen Kirche in Deutschland, insbesondere im Rahmen des Synodalen Wegs, dessen kirchenrechtliche Legitimation er infrage stellt, sowie in Fragen der kirchlichen Sexualmoral.
Meuser spricht sich gegen Abtreibung aus, die er als „Mord“ bezeichnet, charakterisiert Pornografie als „Pest des 21. Jahrhunderts“ und lehnt die Frauenordination ab.

## Veröffentlichungen (Auswahl)
- Lieber Bernhard!. Schwabenverlag, Ostfildern 1992, ISBN 978-3-7966-0831-5.
- Gottestherapie: warum der christliche Glaube gesund macht. Pattloch, München 1993, ISBN 978-3-796-60718-9, ISBN 978-3-629-02210-3.
- Benedikt XVI. – unser Papst: ein Portrait. Pattloch, München 2005, ISBN 978-3-629-02133-5.
- Die SOS-Bibel: Stoßgebete; hilft sofort! Pattloch, München 2006, ISBN 978-3-629-02121-2.
- Christ sein für Einsteiger. Pattloch, München 2007, ISBN 978-3-629-02129-8.
- Beten: eine Sehnsucht. Pattloch, München 2008, ISBN 978-3-629-02210-3.
- Lieber Hosenträger als gar keinen Halt im Leben. Pattloch, München 2010, ISBN 978-3-629-02257-8.
- Sternstunden. Das Buch der ganz normalen Wunder (Biografie), Fontis, Basel 2. Auflage 2016, ISBN 978-3-03848-078-5.
- Am Ende des Tages. 365 Gebete und Impulse. Fontis-Verlag, Basel 2017, ISBN 978-3-03848-129-4.
- Freie Liebe. Über neue Sexualmoral. Fontis, Basel 2020, ISBN 978-3-03848-203-1.

als Mitautor
- mit Nils Baer und YOUCAT Team Augsburg (Hrsg.): Youcat Firmbuch, Sankt Ulrich Verlag, Augsburg 2012, ISBN 978-3-86744-217-6.
- mit Johannes Hartl und Karl Wallner: Mission Manifest. Die Thesen für das Comeback der Kirche. Herder, Freiburg im Breisgau 2018, ISBN 978-3-451-38147-8.

als Mitherausgeber
- (Hrsg.) mit Rosina Wachtmeister (Illustrationen) Die Bibel: Altes und Neues Testament. Die schönsten Texte im Großdruck in der Einheitsübersetzung. Pattloch, München 2005, ISBN 978-3-629-01096-4.
- (Hrsg.) mit Papst Johannes Paul II.: Ich bin froh – seid ihr es auch! Das Testament. Pattloch, München 2005, ISBN 978-3-629-02131-1.
- (Hrsg.) mit Christiana Reemts OSB und Dr. Martin Brüske: Urworte des Evangeliums. Für einen neuen Anfang in der katholischen Kirche. Herder, Freiburg 2025, ISBN 978-3-451-60152-1.